# ایب آندر دونو
ایب آندر دونو (به آلمانی: Ybbs an der Donau) یک شهر و شهرک با حقوق شهرک و روستای سابق در اتریش است که در ناحیه ملک واقع شده است. ایب آندر دونو ۲۳٫۸۲ کیلومتر مربع مساحت دارد ۲۲۴ متر بالاتر از سطح دریا واقع شده است.

## خواهرخوانده
شهر بوبیو خواهرخواندهٔ ایب آندر دونو هست.